# 14 Геркулеса
14 Геркулеса (лат. 14 Herculis), HD 145675 — звезда в созвездии Геркулеса. Находится на расстоянии приблизительно 59 световых лет (около 17,9 парсек) от Солнца. Возраст звезды определён как около 4,6 млрд лет.
Вокруг звезды обращаются, как минимум, две экзопланеты.

## Характеристики
14 Геркулеса — оранжевый карлик спектрального класса K0V, или K0. Видимая звёздная величина звезды — +7,558m. Масса — около 1,066 солнечной, радиус — около 1,007 солнечного, светимость — около 0,706 солнечной. Эффективная температура — около 5282 K.

## Планетная система
В 2002 году была открыта первая планета в системе 14 Геркулеса — 14 Геркулеса b. В 2006 году открыта вторая планета — 14 Геркулеса c. Обе планеты по характеристикам похожи на Юпитер.
В 2019 году учёными, анализирующими данные проектов HIPPARCOS и Gaia, у звезды обнаружена планета HD 145675 d.
| Планета        | Масса (MJ) | Радиус (RJ) | Период обращения (суток) | Большая полуось орбиты (а.е.) | Эксцентриситет орбиты |
| -------------- | ---------- | ----------- | ------------------------ | ----------------------------- | --------------------- |
| 14 Геркулеса b | 9,1        | -           | 1763,3                   | 2,845                         | 0,369                 |
| 14 Геркулеса c | 6,9        | -           | 52596                    | 27,4                          | 0,64                  |
| HD 145675 d    | 5,42       | -           | -                        | 1,496                         | -                     |

## Ближайшее окружение звезды
Следующие звёздные системы находятся на расстоянии в пределах 10 световых лет от 14 Геркулеса:
| Звезда        | Спектральный класс | Расстояние, св. лет |
| Gl 626.2      | DFp/DZA6/VII       | 7.6                 |
| BD+41 2695    | M0 Vp              | 8.0                 |
| χ Геркулеса   | F8-9 V             | 8.2                 |
| G 202-16 AB   | M3 V/?             | 8.6                 |
| LP 176-55     | M V                | 9.1                 |
| BD+47 2415 AB | K0-8V/?            | 9.2                 |
| BD+47 2411    | K0-8 V             | 9.3                 |
| G 179-33      | M V                | 9.5                 |
| V 759         | M0 V               | 9.6                 |